# ボセオ

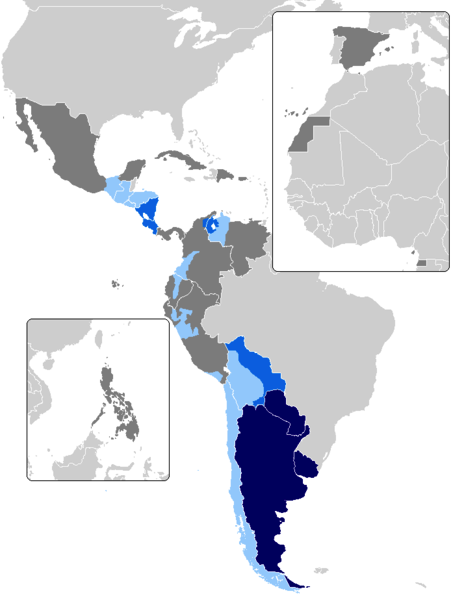
ボセオの分布図:
口語・文語両方がボセオ
主に口語がボセオ
口語にボセオとトゥテオ（tuteo）が併用
ボセオなし

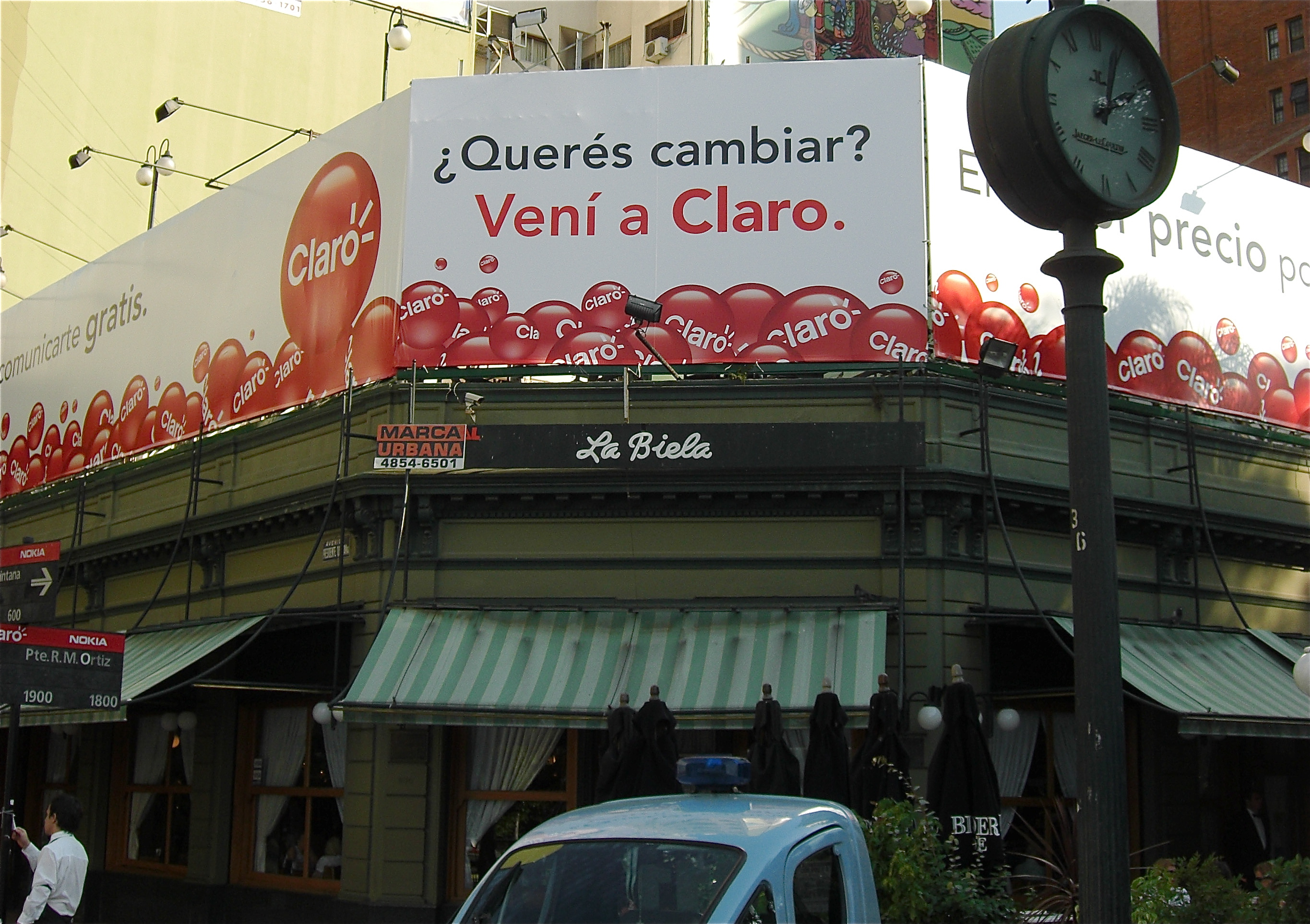
アルゼンチン・ブエノスアイレス。看板の文「¿Querés cambiar? Vení a Claro.」（変えたいですか？クラロに来なさい！）のうち、querésとveníはボセオ的な使い方である（トゥテオではそれぞれquieres、venである）

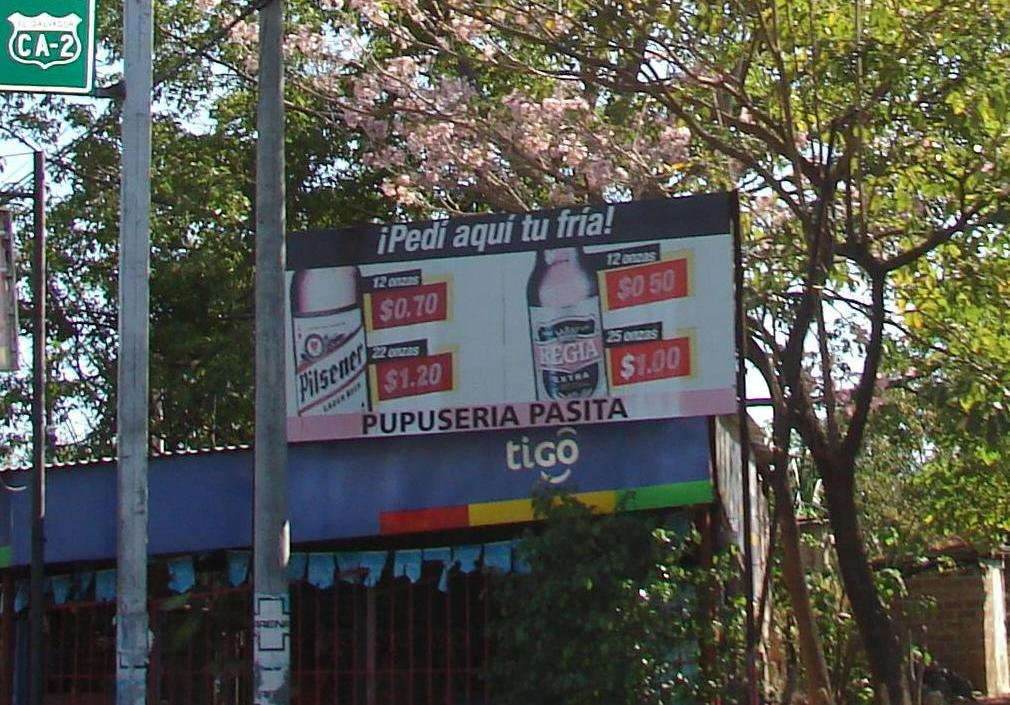
エルサルバドル。看板の文「¡Pedí aquí tú fría!」（冷えたやつを注文せよ！）のうち、ボセオ的なpedí（トゥテオではpide）とtúが同時に使われる

ボセオ（voseo）とは、スペイン語において二人称単数の代名詞にtúの代わりにvosを用いることである。ラテンアメリカの一部で行われており、特にアルゼンチン・ウルグアイ・パラグアイ3カ国においては、ボセオが標準的な使い方である。"Vos"は伝統的なカスティリャのスペイン語では敬称として用いられ、二人称複数形（"vosotros"）の動詞の活用形と共に使用された。しかし、現在は親称ないしは蔑称として用いられる。ボセオの起源については、アンダルシア方言や、ガリシア語（アルゼンチン、パタゴニア地方のリオ・ガジェーゴスはガリシア系移民が多い）など、諸説がある。

## 文法
動詞の活用は中世スペイン語における二人称複数形を原型とし、一部時制（直説法現在活用）においてtúとは異なる活用形を用いるのが普通である。つまり、活用語尾が-ades、-edes、-idesとなる形式で、母音間の有声破裂音dが消失したため、たとえば-ar動詞ではつづり字はtúに対する形式と同じになるが、アクセントはもともと活用語尾にあったため、dが消失したのちもアクセントは活用語尾に落ちる。
amar（愛する）の活用
（直説法現在）
Tú amas
Vos amás
Vosotros amáis
上記の例はアルゼンチンの標準的な文法によるもの。Vosの活用形は地域によって異なり、ベネズエラでは"vos amáis"のようにvosotrosと同じ形を用いる。また、"vos amas"のようにtúと同じ活用形を用いる地域もある。
チリでは、「動詞ボセオ」という現象が見られる。つまりtúとvosの両方とも使われている（一般的にはtú）が、それに続く動詞はvosの活用形となっている。例えば、前述のamarの活用形はチリでtú amái(s)の方が一般的である。

## 用法
アルゼンチンで二人称単数はvosとusted（敬称）の二つが用いられる。
その他の地域ではtú, vos, ustedの3種類が用いられることも少なくなく、この場合、vosはtúよりも砕けた表現として、ごく親しい人に限って、または蔑称として用いられる。ボセオの地域のひとつであるコスタリカでは（親しい人に対しても）ほとんどの場合ustedを使い、túもほとんど使わない上、vosの使用頻度もアルゼンチンよりはるかに限定的で、個人差によりvosを使ったり使わなかったりする。
ラテンアメリカでは二人称複数は親称・敬称の区別無くustedesを使い、vosotrosはボセオの有無にかかわらず全域でほとんど用いられない。

## 他言語での類例
過去、敬称として用いられたが、現在では親称ないしは蔑称に変化した二人称代名詞として、日本語には「貴様」が存在する。